# Huajomulco
Huajomulco es una localidad de México localizada en el municipio de Tulancingo de Bravo en el estado de Hidalgo.

## Toponimia
Del náhuatl, Hua-xomulco; xomulli, rincón, y huaxin, planta de ese nombre, con la final de lugar: Rincón de huaxis.

## Geografía
Se encuentra en la región geográfica del Valle de Tulancingo, le corresponden las coordenadas geográficas 20° 04’ 27.784” de latitud norte y 98° 26’ 09.163” de longitud oeste, con una altitud de 2240 m s. n. m. En cuanto a fisiografía se encuentra en la provincia de la Eje Neovolcánico, dentro de la subprovincia de subprovincia de Lagos y volcanes de Anáhuac; su terreno es de llanura. En lo que respecta a la hidrografía se encuentra posicionado en la región del Pánuco, dentro de la cuenca del río Moctezuma, y dentro de las subcuenca del río Metztitlán. Cuenta con un clima semiseco templado.

## Demografía
En 2020 registró una población de 508 personas, lo que corresponde al 0.30 % de la población municipal. De los cuales 240 son hombres y 268 son mujeres.
| Gráfica de evolución demográfica de Huajomulco entre 1900 y 2020                             |
|                                                                                              |
| Población de los censos y conteos del Instituto Nacional de Estadística y Geografía (INEGI). |